# 饒餘威
饒餘威（？—1976年6月12日），台灣英語文學研究者，國立臺灣大學外國語言文學系第1位主任（創系主任），后轉往新加坡。
北京清華大學外國語言文學系本科畢業，與錢鍾書同班。

## 外國語言文學系成立前
國民政府（派羅宗洛）接收台北帝國大學，原來的文政學部分成文學院和法學院，文學院由台籍校務委員林茂生教授和台北帝大畢業生吳守禮、黃得時2位副教授協助接收，設文學、史學、哲學3個系。
羅宗洛代理校長留用許多日籍教員，在文學系擔任西方語言文學課程的日籍教員有矢野禾積（教英語文學史、英文小說、英美文學名著）、淡野安太郎（教法語和英文散文）、石本岩根（教德語）3位教授。
文學系候任的主任是中國文學教授魏建功，都沒有上任，1947年5月16日起才由新聘中國文學教授許壽裳兼第1位到任的文學系主任。
1947年4月起日籍教員陸續回國，西方語言文學課程改由首任文學院院長錢歌川（教英語文法及修辭學）和4位兼任教授張易（教英文散文、英文作文、歐美文學名著）、黎烈文（教法語）、傅從德（教英語語音學、英語翻譯）、饒餘威（教英國文學史）擔任。
每周總共只開設15學時的英國語文學課程和3小時的法語課，6月18日饒開始到台大兼課，擔任英國文學史課程。

## 外國語言文學系成立
1947年8月1日，文學系分成外國語言文學系和中國語言文學系2個系，中文系主任許壽裳，外文系主任饒餘威。
外文系新聘5位專任教授：李霽野、黎烈文、傅從德、王國華、馬宗融，奠定了初步規模。
（詳見李東華〈論陸志鴻治校風格與臺大文學院〉）

## 饒餘威主任時代台大外文系陣容
專任教授：錢歌川（兼文學院院長，教英語文法及修辭學）、饒餘威（兼主任，教英國文學史）、黎烈文（教法語，魯迅和許壽裳朋友）、馬宗融（教法語，巴金朋友）、李霽野（教英語文學選讀，魯迅和許壽裳學生）、傅從德（教英語翻譯）、王國華（教英語語音學）、周學普（教德語，許壽裳朋友）。
專任助教：齊邦媛。
支援外語課程教師：蘇維熊、蘇薌雨（都是台灣人）。
饒餘威想聘同班同學錢鍾書到台大做教授，錢沒有意願。
齊世英的女兒齊邦媛是文學系第1位到任的英美文學助教，1946年饒主任到任前不久來到台大，她2002年12月在《自由時報》副刊發表的〈初見台大〉1文回憶：「我記得的一位兼任的系主任是在美國新聞處工作的饒餘威先生，他開著一輛美軍戰時物資吉普車，有幾次在和平東路曾載我從羅斯福路大門去上班，他對我的助教工作似乎從無指示。」「不久之後，教語音學的王國華先生繼任，他有時到辦公室看看公文，他看到我『只』在看書，就會說『Miss齊，你沒有事，幫我畫畫發音圖吧！』我畫在繪圖紙上的口腔發音位置圖實在太糟了，令他頗為失望，怕我繼續浪費紙張，就叫停了。」「第二年，傅斯年先生接任校長，由北平輔仁大學聘來英千里先生任外文系主任，開始找文學科目的師資。日本人走後，系裡似乎只有蘇薌雨和蘇維熊兩位講師，學生只有數十人，系辦公室無何公事可辦。」（前引李東華文載蘇薌雨是哲學系正教授，羅宗洛《接收臺北帝國大學報告書·新聘本省籍之教職員名表》載東京帝國大學英文學專攻卒業的蘇維熊是先修班教授，齊自身也說「似乎」，然齊是當事人，資料極有參考價值，且可知蘇薌雨曾在外文系兼任外語課程）

## 去職
饒只做了幾個月就到美國新聞處專職（任內仍在美國新聞處兼做編譯），教員流動率高和台大薪水低可能是1大原因，許多優秀人才（錢鍾書、楊絳夫婦等）不願來，到任的又很快離開了。

## 影響
饒餘威1968年寫了1篇《清華的回憶》，是研究錢鍾書大學生活的重要材料，有1節提到錢鍾書，被楊絳引用：「同學中我們受錢鐘書的影響最大。他的中英文造詣很深，又精於哲學及心理學，終日博覽中西新舊書籍，最怪的是上課時從不記筆記，只帶一本和課堂無關的閑書，一面聽講一面看自己的書，但是考試時總是第一，他自己喜歡讀書，也鼓勵別人讀書。」

## 資料來源
1. ↑  饒餘威教授病逝 定明日下午舉殯. 工商日報. 1976-06-18. 第六頁.